# César Paniagua
César Paniagua Chacón, né le 15 février 1976 dans le département de Cuzco, est un ingénieur civil et homme politique péruvien.
Il est ministre du Logement, de la Construction et de l'Assainissement dans les quatrième et cinquième gouvernements de Pedro Castillo depuis le 5 août 2022.

## Biographie

### Parcours professionnel
César Panigua est diplômé en ingénierie civil à l'Université nationale Saint-Antoine-l'Abbé de Cuzco (en) et expert-comptable diplômé de l'Université andine de Cusco (es).
Panigua est également titulaire d'une maîtrise en administration de l'Université ESAN et d'une maîtrise en génie civil avec mention en gestion de la construction de l'Université nationale Saint-Antoine-l'Abbé de Cuzco (en) et en enseignement universitaire de l'Université andine de Cusco (es).
Paniagua, qui enseigne également à l'université, a fait carrière dans le domaine des entreprises prestataires de services d'assainissement (EPS). Il a été directeur d'usine, administrateur et président de l'EPS SEDA Cusco.
Il a également présidé l'Association nationale des fournisseurs de services d'assainissement du Pérou (Anepssa Pérou) et a été son représentant auprès du conseil d'administration de l'Agence technique pour l'administration des services d'assainissement (OTASS), une entité rattachée au ministère du Logement et de la Construction.

### Parcours politique
Le 5 août 2022, lors du deuxième remaniement du quatrième gouvernement de Pedro Castillo, César Paniagua est nommé ministre du Logement et la Construction, tandis que Geiner Alvarado est nommé aux Transports.